# École polytechnique universitaire d'Orléans

Ancien logo

 (janvier 2024).
 (janvier 2024).
La mise en forme du texte ne suit pas les recommandations de Wikipédia : il faut le « wikifier ».
Les points d'amélioration suivants sont les cas les plus fréquents. Le détail des points à revoir est peut-être précisé sur la page de discussion.
- Les titres sont pré-formatés par le logiciel. Ils ne sont ni en capitales, ni en gras.
- Le texte ne doit pas être écrit en capitales (les noms de famille non plus), ni en gras, ni en italique, ni en « petit »…
- Le gras n'est utilisé que pour surligner le titre de l'article dans l'introduction, une seule fois.
- L'italique est rarement utilisé : mots en langue étrangère, titres d'œuvres, noms de bateaux, etc.
- Les citations ne sont pas en italique mais en corps de texte normal. Elles sont entourées par des guillemets français : « et ».
- Les listes à puces sont à éviter, des paragraphes rédigés étant largement préférés. Les tableaux sont à réserver à la présentation de données structurées (résultats, etc.).
- Les appels de note de bas de page (petits chiffres en exposant, introduits par l'outil «  Source ») sont à placer entre la fin de phrase et le point final[comme ça].
- Les liens internes (vers d'autres articles de Wikipédia) sont à choisir avec parcimonie. Créez des liens vers des articles approfondissant le sujet. Les termes génériques sans rapport avec le sujet sont à éviter, ainsi que les répétitions de liens vers un même terme.
- Les liens externes sont à placer uniquement dans une section « Liens externes », à la fin de l'article. Ces liens sont à choisir avec parcimonie suivant les règles définies. Si un lien sert de source à l'article, son insertion dans le texte est à faire par les notes de bas de page.
- La présentation des références doit suivre les conventions bibliographiques. Il est recommandé d'utiliser les modèles {{Ouvrage}}, {{Chapitre}}, {{Article}}, {{Lien web}} et/ou {{Bibliographie}}. Le mode d'édition visuel peut mettre en forme automatiquement les références.
- Insérer une infobox (cadre d'informations à droite) n'est pas obligatoire pour parachever la mise en page.

Pour une aide détaillée, merci de consulter Aide:Wikification.
Si vous pensez que ces points ont été résolus, vous pouvez retirer ce bandeau et améliorer la mise en forme d'un autre article.
Pour les articles homonymes, voir École polytechnique.
Polytech Orléans ou l'École Polytechnique Universitaire de l'université d'Orléans est l'une des 204 écoles d'ingénieurs françaises accréditées au 1er septembre 2020 à délivrer un diplôme d'ingénieur.
Elle est située à Orléans, sur le campus de l'université d'Orléans dans le département du Loiret en région Centre-Val de Loire. L’école est divisée en deux sites sur le campus d’Orléans: le site Vinci et le site Galilée. Un autre campus, spécifique à la spécialité génie industriel appliqué à la cosmétique, la pharmacie et l'agroalimentaire, est situé à Chartres.
L'école est membre de la conférence des grandes écoles (CGE) depuis le 15 septembre 2009. Elle est également certifiée ISO 9001 par l'AFNOR pour l'ensemble de ses formations d'ingénieurs et de son cycle préparatoire.

## Historique
L'École Polytechnique Universitaire de l'université d'Orléans est créée en 2002 par la fusion de l’école supérieure de l'énergie et des matériaux (ESEM) et de l’école supérieure des procédés électroniques et optiques (ESPEO).
L'ESEM, première école d’ingénieur de la ville d’Orléans, était déjà issue du regroupement de deux écoles en 1982: l'École Supérieure des Transports et l'École Supérieure des Ressources et Matériaux. La création de l'ESPEO est quant à elle plus récente. Elle a été créée en 1992. Les deux écoles ayant des spécialisations bien distinctes, leur rassemblement a permis la naissance d'une école avec un panel de spécialités très large.
Liste des directeurs successifs
- mai 2002 - août 2003 : Pierre Ranson,  administrateur provisoire
- septembre 2003 - avril 2007 : Jean Louis Billoët, directeur
- avril 2007 - août 2008 : Pierre Ranson, administrateur provisoire
- Septembre 2008 - février 2012 : Anne-Marie Jolly, directrice
- Mars 2012 - Mars 2022: Christophe Léger, directeur
- Mars 2022- mars 2023 : Régine Weber-Rozenbaum, administratrice provisoire
- Depuis mars 2023 :Régine Weber-Rozenbaum, directrice

## Enseignement
La formation d'ingénieur en cinq ans est répartie en deux cycles : le parcours des écoles d'ingénieur Polytech (PeiP) de formation aux outils et méthodes de l’ingénierie de deux ans, suivi d'un cycle de spécialité de trois ans à choisir parmi sept domaines. L'admission à l'école est possible au niveau Bac (Bac S ou STI2D ; concours Geipi Polytech), au niveau Bac+1 (étudiants en première année commune des études de santé : concours « Polytech  »), au niveau Bac+3 (élèves de classes préparatoires aux grandes écoles : concours « Polytech » et G2E pour les BCPST, titulaires d'un BUT ou d'un BTS, titulaires d'une Licence ou d'un master 1 : concours réseau « Polytech »), au niveau Bac +4 pour les titulaires de Master 2 (concours réseau « Polytech »).
Les débouchés professionnels se situent principalement dans les domaines de l'automobile, de l'environnement, de l'aéronautique, des systèmes embarqués, des objets communicants, de l'énergétique, de la mécatronique ou du traitement des images.
Sept spécialités sont proposées :
- génie civil et géo-environnement (GC)
- génie physique et systèmes embarqués (GPSE)
- génie industriel appliqué à la cosmétique, la pharmacie et l'agroalimentaire (GI)
- technologies pour l'énergie, l'aérospatial et la motorisation (TEAM)
- innovations en conception et matériaux (ICM)
- management de la production (en alternance, en partenariat avec l'ITII Centre)
- smart building (en alternance, en partenariat avec l'ITII Centre)

### Recrutement Post-Bac: Le Parcours préparatoire aux écoles d’ingénieurs Polytech (PeiP)
Le PeiP de Polytech Orléans, d'une durée de 2 ans, est un parcours intégré post-bac qui se déroule dans l'école au sein du site Galilée. À l'issue du PeiP, il est possible d'intégrer l'une des 80 spécialités d'ingénieurs proposées au niveau des 15 écoles du Réseau Polytech.
À l’école d'Orléans, plus de 150 places sont disponibles en PeiP A, orienté Sciences et Technologies.
Ces deux années, alternative aux classes préparatoires aux grandes écoles, permettent d’acquérir une formation scientifique solide, de découvrir les différents domaines d’ingénierie et d'avoir, de droit, une place au sein de l'une des écoles du réseau. Un stage de quatre semaines en première année est obligatoire, permettant de découvrir le monde de l'entreprise.
L'attribution des spécialités à la fin du PeiP  est déterminé par le classement national sur l'ensemble des parcours préparatoires intégrés des écoles Polytech. Chaque élève doit formuler une liste ordonnée de vœux et sera affecté, suivant son classement et la demande, à l'une des spécialités voulues. Près de 90% des élèves obtiennent leur premier ou second vœu.

### Recrutement Bac+3: Admission en cycle ingénieur
Deux concours permettent l'admission en cycle ingénieur: le concours Polytech, spécifique aux classes préparatoires aux grandes écoles (CPGE), et le concours du Réseau Polytech, réservé aux autres parcours (IUT, BTS, L2, L3, M1, M2,...).
Le concours Polytech donne la voie d’accès à 34 écoles d’ingénieur implantées sur l'ensemble du territoire français. Ce concours permet ainsi l’accès à un vaste spectre de spécialités liées à l'ensemble des secteurs d’activité. Des épreuves écrites suivies d’épreuves orales permettent la sélection des futurs élèves ingénieurs.

## Le cursus d'ingénieur GPSE
Cette spécialité forme des ingénieurs multidisciplinaires pour les métiers d'innovation technologique, en particulier dans les domaines du numérique, de l'environnement et de la santé. Les compétences développées par les élèves ingénieurs s'articulent autour de quatre blocs :
- Développer des briques technologiques,
- Traiter des données numériques,
- Intégrer des systèmes matériels
- Gérer un développement projet dans une approche système.

Le cursus, sous statut étudiant avec la possibilité de contrat de professionnalisation en dernière année, s'articule en trois années de cycle ingénieur où la place des projets et des mises en situation professionnelle est très présente. La première année de cycle ingénieur permet aux élèves d'acquérir des connaissances de bases en électronique analogique et numérique, en physique des matériaux (en particulier semiconducteur), en programmation orientée objet et en instrumentation.

## Le cursus d'ingénieur PROD
Cette spécialité forme des ingénieurs capables d'optimiser les lignes de production, de l'approvisionnement en matières premières jusqu'à la logistique de distribution des produits.

### Objectifs de la formation
Cette spécialité en partenariat avec l'ITII Centre Val de Loire, a la particularité de se dérouler dans le cadre de l'apprentissage, 50% du temps passé en entreprise, 50% du temps passé au sein de Polytech Orléans.
L'objectif premier est de former des ingénieurs de terrain ayant une expérience professionnelle forte en corrélation avec le milieu industriel.
La spécialité forme des ingénieurs dans le domaine du management de la production et des systèmes de production. Les ingénieurs diplômés de cette spécialité ont vocation à être des directeurs de système ou d'unité de production.
Des points forts en gestion de projet, négociations-achat et management d'équipes leur permettent d'étendre leur domaine de responsabilité. Un socle de connaissances dans les domaines théoriques et appliqués, en appui avec une expérience solide en entreprise, par le biais de l'alternance renforce les compétences de l'ingénieur en production.
L'enseignement par alternance conduit naturellement à des emplois d'ingénieurs de terrain, dans les domaines de la production, tout en conservant une coloration forte en construction mécanique, maintenance. La spécialité production forme des spécialistes aptes à gérer de façon optimale un process et les équipes associées en acquérant de solides compétences managériales. La formation confère une attitude à communiquer tant au niveau national qu'international.

## Le cursus d'ingénieur TEAM

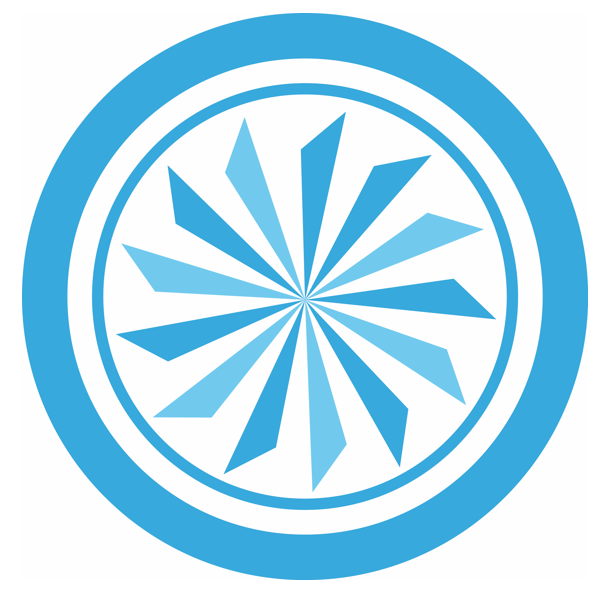
Le logo de la spécialité TEAM de Polytech Orléans.

Le cycle ingénieur TEAM, acronyme de Technologies pour l'Energie, l’Aérospatial et la Motorisation, est une spécialité de l’École Polytechnique Universitaire de l’université d’Orléans. Il délivre le diplôme d'ingénieur en Énergétique. Ce cursus dure trois ans dont les deux premières années sont principalement constituées d'un tronc commun obligatoire à l'ensemble de la promotion auquel s'ajoutent de nombreux projets en lien direct avec des centres de recherche ou l'industrie.

La première année a pour objectif de donner aux élèves des bases scientifiques solides de mathématiques, de physique et de gestion d'entreprise. Les enseignements scientifiques de cette première année concernent: de la conception mécanique (mécanique des solides et des structures), des mathématiques (probabilités et statistiques, analyse vectorielle, équations aux dérivées partielles, algorithmique, ...), de la programmation orientée-objet, de la thermodynamique, les bases de la mécanique des fluides, de l’étude des turbomachines, de l’aérotechnique, de la dynamique du vol, de l’étude des véhicules terrestres et des moteurs à combustion interne. Dans le cadre de la formation humaine, des enseignements culturels (théâtre, cinéma, cours d'improvisation), de langue et de gestion d'entreprise (comptabilité, responsabilité sociétale, stratégie) sont proposés.
L'ensemble de cette première année est également l'occasion de mener jusqu'à son terme un Projet d’Intérêt Commun (PIC). Ces projets rassemblent l'ensemble des élèves de l’école par groupe de six. Les sujets sont extrêmement variés et sont, pour la majorité, le fruit d'une demande extérieure à l’école. Cela a pour objectif de familiariser les élèves ingénieurs à la gestion de projet. L'ensemble des projets sont ensuite présentés lors d'un Forum en présence d'industriels de la région Centre-Val-de-Loire. Un stage ouvrier d'un mois à la fin de cette année est obligatoire.

La seconde année est plus spécialisée (bien que les enseignements sont toujours communs à l'ensemble des élèves TEAM). Les cours sont de plus en plus appliqués à des cas réels et sont enseignés par des enseignants-chercheurs experts dans leur domaine. Cette deuxième année peut être divisée en trois grands axes: les énergies, l’aéronautique et le spatial, et l'automobile. Des enseignements culturels, d'anglais scientifique et commercial et de gestion (finance, ressources humaines) y sont également dispensés.
Les enseignements orientés énergie concernent les énergies renouvelables, telles que l’énergie solaire thermique et l’énergie éolienne, de la combustion industrielle, de la cinétique chimique, de la thermique du bâtiment, et une introduction à l'énergie nucléaire. Il y a une grande composante environnementale dans ces enseignements avec des sensibilisations et des projets autour des émissions polluantes et des énergies futures. Les enseignements spécialisés dans l’aéronautique et le spatial sont dirigés vers l'aérodynamique interne et externe et les systèmes de propulsion aéronautique et spatiale. On y retrouve des cours la dynamique des fluides appliquée (dynamique des gaz, écoulements compressibles et supersoniques, couche limite, turbulence, simulation numérique CFD, dynamique de l’atmosphère, vibrations et acoustique), de l’aérotechnique, les systèmes de propulsion aérobie et anaérobie (turboréacteurs, turbopropulseurs, statoréacteurs et propulsion spatiale). Des travaux pratiques en soufflerie sont effectués afin de mettre en pratique les savoirs acquis (Couche limite sur plaque plane, décrochage d'une aile, détermination des efforts aérodynamiques pour des formes canoniques, étude et contrôle en boucle fermée d'un turbojet...). Pour l'automobile, la seconde année propose des enseignements de fonctionnement et principes des moteurs à combustion interne, leurs cycles thermodynamiques, les véhicules hybrides, la dynamique générale des véhicules terrestres. Des cours d'automatique, de contrôle et d'électrotecnique sont proposés. De nombreux travaux pratiques sur bancs moteurs sont également réalisés (cycle NEDC/WLPT, étude du cliquetis...).
En tant qu'assistant ingénieurs sur les projets des élèves de dernière année, les élèves de seconde année travaillent en parallèle des cours sur des projets très concrets sous la tutelle de centres de recherche ou d'entreprises. Un stage d'assistant ingénieur de douze semaines doit être effectué à la fin de cette année. Les élèves ingénieurs doivent valider le TOEIC lors du second semestre avec un score minimal requis de 785 points.

La troisième année est divisée en deux parties : le premier semestre vise à se spécialiser avec un choix de cours à la carte tandis que le second est composé de trois mois et demi de projet de fin d’étude suivi d'un stage ingénieur de six mois. Les élèves ingénieurs doivent ainsi sélectionner trois enseignements parmi : de la turbulence et CFD avancée (description physique et analyse statistique de la turbulence, modélisation opérationnelle, simulation des grandes échelles...), de la combustion et ses applications, de la dynamique des gaz (écoulements à grande vitesse, méthodes numériques...), de l’étude des moteurs à combustion interne, du contrôle moteur et véhicule hybride, de l’énergie des bâtiments, de l’étude des systèmes énergétiques et du couplage multiphysique appliqué à l'aérodynamique (aéroacoustique et aéroélasticité, optimisation aérodynamique, hypersonique). Le projet de fin d’étude permet aux futurs ingénieurs de développer et consolider les compétences acquises durant les trois années de formation. Ils doivent ainsi adopter une démarche d’ingénieur en établissant un cahier des charges, en planifiant les taches, en organisant des réunions de suivi avec les superviseurs industriels et en synthétisant et présentant leurs résultats sous la forme de rapport. Certains projets sont présentés lors du Forum annuel des projets de fin d’études où des personnalités industrielles sont conviées. La troisième année du cycle ingénieur peut être remplacée par un cursus à l’étranger menant à l'obtention d'un double-diplôme. Parmi les universités ou écoles partenaires, il y a l’Université de Cranfield au Royaume-Uni, l'Ecole de Technologie Supérieure de Montréal et l’Université de Sherbrooke au Canada.
Les liens entre Polytech Orléans (spé. TEAM) et l'industrie sont importants. Concernant le secteur aéronautique, la région Centre-Val de Loire est l'une des régions françaises les plus dynamiques avec plus de 320 entreprises dans ce domaine. De grands groupes y sont notamment implantés tels que Thalès, Safran, Zodiac ou Hutchinson. Les élèves ingénieurs n'ont ainsi aucun mal à trouver du travail à leur sortie de l’école, le taux d'embauche 6 mois après la diplomation est de 77%.

### Parcours recherche et classe internationale
Depuis l’année universitaire 2019/2020, il est désormais possible de suivre un parcours orienté recherche à partir de la seconde année de cycle ingénieur. Cela permet ainsi à une sélection d’élèves de réaliser un projet de recherche en partenariat avec les laboratoires Orléanais en plus des cours dispensé à l’école. Cela a pour objectif de leur permettre d’acquérir une première expérience dans domaine de la recherche. 
Une classe dite "internationale" a également ouvert ses portes aux étudiants de seconde année de cycle ingénieur, la dernière année étant déjà dispensée entièrement en anglais. Cette classe permet aux élèves de suivre leurs enseignements scientifiques en anglais, leur permettant de développer leur vocabulaire technique dans cette langue. En 2019, une vingtaine d’élèves avait été sélectionnée pour former une classe internationale.

## Formations complémentaires
L'école propose des formations complémentaires, pour obtenir un second diplôme en parallèle ou à la suite du diplôme d’ingénieur. Le suivi des cours des formations complémentaires est facilité car pris en compte dans les emplois du temps des élèves ingénieurs.

### Doubles diplômes
Il est ainsi possible, en parallèle aux 4e et 5e années du cursus, d'intégrer des masters de l'université d'Orléans. Les étudiants suivant ce parcours, en cas de validation des deux formations, se voient décerner un double diplôme: ingénieur et Master 2.
Un partenariat avec l' Institut d'Administration des Entreprises (IAE)  permet l'obtention d'un double-diplôme en management et administration des entreprises permettant de former les cadres de demain.
L'école a signé un accord de double diplôme avec l'institut français Énergies nouvelles (ex IFP). Cet accord s'inscrit dans le cadre de la formation dispensée par l'école en spécialisation moteur (conversion de l'énergie).
Un double diplôme en recherche est également possible. Il s'agit du Master en Risques et Environnement dispensé par l'Observatoire des Sciences de l'Univers en région Centre (OSUC).
Des accords de double diplôme ont été signés avec Cranfield University (Royaume-Uni), l'Ecole de technologie Supérieure de Montréal , l'Université de Sherbrooke ainsi que plusieurs universitées Brésiliennes.

## Relations internationales
L'école appartient à un réseau d'universités permettant une mobilité à ses étudiants et ses chercheurs. L'association « Polytech Mundus » en collaboration étroite avec l'école polytechnique de l'université de Tours permet d'accueillir un nombre important d'étudiants étrangers sur les deux campus. Une expérience internationale de 24 semaines est obligatoire pour obtenir le diplôme d'ingénieur de l'école d'Orléans.
L’école propose de nombreuses destinations grâce à ses 90 accords internationaux.

## Recherche

### La recherche en terre Orléanaise
À proximité du campus de l’université d’Orléans, de grands organismes de recherche sont implantés tels que le CNRS, le BRGM et l'INRA. Des collaborations européennes et internationales permettent aux différents laboratoires une grande visibilité dans de nombreux domaines:
- Géosciences
- Environnement
- Espace
- Energie et matériaux
- Sciences biologiques et Chimie du vivant

### La recherche au sein de Polytech Orléans
L'école s'appuie sur six laboratoires de recherche associés :
- le groupe de recherche sur l'énergétique des milieux ionisés (GREMI)
- le laboratoire pluridisciplinaire de recherche en ingénierie des systèmes, mécanique et énergétique (PRISME)
- le laboratoire de recherche sur les conditions extrêmes et matériaux : haute température et irradiation (CNRS-CEMHTI)
- le laboratoire d'Interfaces, Confinement, Matériaux et Nanostructures (ICMN) ; l'institut des sciences de la terre d'Orléans (ISTO)
- l'institut de combustion aérothermique réactivité et environnement (ICARE).

Polytech Orléans compte ainsi 100 enseignants-chercheurs . Ils sont impliqués dans de nombreux contrats de recherche avec l'industrie et encadrent plus de 90 doctorants et post-doctorants.
L'école dispose également dans ses locaux d'une grande soufflerie destinée à la recherche scientifique. La soufflerie "Lucien Malavard" est dite subsonique à retour (vitesse maximale de 200 km/h) et possède une veine principale de 2 mètres sur 2 mètres.

## Textes réglementaires
- Décret no 2002-555 du 16 avril 2002 relatif à l'institut polytechnique de l'université d'Orléans (abrogé